# The Cupids Series
The Cupids Series บริษัทรักอุตลุด (tên tiếng Việt: Thần mai mối) là bộ phim Series của Thái Lan gồm tám phần phát sóng vào năm 2017. Phim phát sóng trên kênh Channel 3 do hãng Boardcast Thai sản xuất.

## Nội dung
Bốn năm trước, Peem đã thành lập nên Cupid Hut – Công ty chuyên mai mối – với 8 cô nàng đại diện như những “Bà Mai” làm ở những vị trí khác nhau nhưng với cùng một mục tiêu là mang tình yêu đến cho các cặp đôi.
Với tình trạng Cupid Hut mãi chưa kiếm được doanh thu khiến cho Peem phải đau đầu và nhận định nguyên do tất thảy là do 8 cô nàng Ế đang lượn lờ trong công ty. Một người không có tình yêu liệu có thể tạo ra được tình yêu cho người khác?
Chính vì lẽ đó mà Peem đã triệu tập 8 cô nàng đến tham dự cuộc họp khẩn cấp ngay ngày Lễ Valentine. Peem phát hiện các cô gái của anh đều có vấn đề và định kiến dữ dội với Tình Yêu, nếu tình trạng này còn kéo dài thì công ty sẽ tiếp tục trượt dài không phanh. Không chấp nhận việc Cupid Hut sẽ phải đóng cửa, Peem đưa ra một yêu cầu mà trước giờ anh chưa từng làm.
Anh chỉ đơn giản là yêu cầu cả tám cô "Cấp tốc tìm bạn trai trong vòng 1 năm – Phần thưởng sẽ là "1 triệu Bạt" hạn là Valentine năm sau. Ai không tìm được không những bỏ mất tiền thưởng mà còn một việc quan trọng hơn đó là nếu công ty bị đóng cửa thì các cô sẽ mỗi người một nơi, không được làm việc chung công ty yêu dấu nữa.

## Các diễn viên và phần phim
| Phần | Tựa                                                                  | Diễn viên chính                                                              | Ngày phát sóng tập đầu | Ngày phát sóng tập cuối | Số tập |
| ---- | -------------------------------------------------------------------- | ---------------------------------------------------------------------------- | ---------------------- | ----------------------- | ------ |
| 1    | กามเทพ หรรษา / Kammathep Hunsa Chuyện tình nàng Hunsa                | Pakorn Chatborirak (Tim) Jarinporn Joonkiat (Hunsa)                          | 05/03/2017             | 24/03/2017              | 8      |
| 2    | กามเทพ ออกศึก / Kamathep Ork Suek Khi nàng Horm ra tay                | Prama Imanothai (Pee) Cris Horwang (Horm Muen Lee)                           | 25/03/2017             | 08/04/2017              | 7      |
| 3    | กามเทพ ออนไลน์ / Kammathep Online Hoa khôi săn tình qua mạng          | Phupoom Pongpanu (Rome) Pichukkana Wongsarattanasin (Praewprao)              | 09/04/2017             | 29/04/2017              | 9      |
| 4    | ลูบคมกามเทพ / Loob Kom Kammathep Thử thách tình yêu                   | Intad Leowrakwong (Daniel) Nichari Chokprajakchat (Karakade)                 | 30/04/2017             | 14/05/2017              | 7      |
| 5    | ซ่อนรักกามเทพ / Sorn Ruk Kammathep Nàng sợ trai và họa sĩ đào hoa      | Pongsakorn Mettarikanon (Angoon / Aht) Thikumporn Rittapinun (Nantisa / Oil) | 19/05/2017             | 03/06/2017              | 7      |
| 6    | กามเทพซ้อนกล / Kammathep Sorn Kol Nàng kẹo kéo và chàng nha sĩ        | Phakin Khamwilaisak (Saran) Nuttanicha Dungwattanawanich (Milin)             | 03/06/2017             | 17/06/2017              | 7      |
| 7    | กามเทพจำแลง / Kammathep Jum Laeng Sói bự và thỏ ngoan                | Theeradej Methawarayuth (Kawin / Kevin Blake) Kannarn Wongkajornklai (Prima) | 18/06/2017             | 02/07/2017              | 7      |
| 8    | กามเทพ ปราบ มาร / Kamathep Prab Marn Chị đại sa lưới và chàng hắc ám | Theeradej Wongpuapan (Peem) Araya A. Hargate (Waralee)                       | 07/07/2017             | 23/07/2018              | 9      |

## Rating
| Phần | Tựa                             | Tập | Tập 1 | Tập 2 | Tập 3 | Tập 4 | Tập 5 | Tập 6 | Tập 7 | Tập 8 | Tập 9 | Trung bình |
| ---- | ------------------------------- | --- | ----- | ----- | ----- | ----- | ----- | ----- | ----- | ----- | ----- | ---------- |
| 1    | Chuyện tình nàng Hunsa          | 8   | 4.6   | 5.0   | 4.5   | 4.2   | 4.6   | 4.7   | 4.8   | 4.6   |       | 4.63       |
| 2    | Khi nàng Horm ra tay            | 7   | 4.9   | 4.0   | 4.39  | 4.9   | 5.1   | 5.91  | 6.18  |       |       | 5.05       |
| 3    | Hoa khôi săn tình qua mạng      | 9   | 4.25  | 3.62  | 3.2   | 4.19  | 4.4   | 4.2   | 4.72  | 4.21  | 4.26  | 4.12       |
| 4    | Thử thách tình yêu              | 7   | 3.91  | 3.61  | 3.2   | 3.53  | 3.74  | 4.0   | 4.58  |       |       | 3.80       |
| 5    | Nàng sợ trai và họa sĩ đào hoa  | 7   | 4.3   | 4.42  | 4.1   | 4.5   | 5.15  | 5.0   | 5.84  |       |       | 4.76       |
| 6    | Nàng kẹo kéo và chàng nha sĩ    | 7   | 4.1   | 4.39  | 4.83  | 4.5   | 5.22  | 5.71  | 6.36  |       |       | 5.02       |
| 7    | Sói bự và thỏ ngoan             | 7   | 4.39  | 4.36  | 4.61  | 4.3   | 4.07  | 4.0   | 4.35  |       |       | 4.30       |
| 8    | Chị đại sa lưới và chàng hắc ám | 9   | 3.59  | 3.59  | 3.4   | 3.51  | 3.4   | 3.73  | 4.0   | 3.8   | 4.72  | 3.80       |

## Ca khúc nhạc phim
| Kammathep Hunsa                                                                                  | Kamathep Ork Suek                                            | Kammathep Online                             | Loob Kom Kammathep                                                  | Sorn Ruk Kammathep     | Kammathep Sorn Kol                               | Kammathep Jum Laeng   | Kamathep Prab Marn                             |
| ------------------------------------------------------------------------------------------------ | ------------------------------------------------------------ | -------------------------------------------- | ------------------------------------------------------------------- | ---------------------- | ------------------------------------------------ | --------------------- | ---------------------------------------------- |
| You are my love - Klom Orave                                                                     | ถ้าเธอมองที่ใจ / Tah Tur Maung Tee Jai - Vonthongchai Intarawat | Pim Duay Meu / พิมพ์ด้วยมือ - Sirintip Hanpradit | Rak Tur Dai Ngai...Mai Roo Loey / รักเธอได้ไง…ไม่รู้เลย - Nui Nanthakarn | Change - Jib Piyathida | Phromlikhit Mang / พรหมลิขิตมั้ง - Pakin Kumwilaisuk | คู่ใจ - Alek Teeradetch | Rak Likhit / รักลิขิต - Nan Watiya & Tar Mr. Team |
| หัวใจครึ่งดวง / Hua Jai Kreung Duang - Chompoo, Nychaa, Prang, Cheer, Cris, Toey J, Wawwa & Namtarn |                                                              |                                              |                                                                     |                        |                                                  |                       |                                                |